# Església de Santa Bàrbara de Beniparrell
L'Església parroquial de Santa Bàrbara o Bàrbera, és un edifici religiós situat al municipi de Beniparrell. És llistat com bé immoble de rellevància local. L'edifici actual data del segle xviii.

## Història
L'any 1600, l'ordre del Carmel, va rebre sota condicions emfitèutiques de Lluís Escrivà, baró de Beniparrell i d'Argelita i cavaller de Montes, 16 fanecades de sòl i l'antiga ermita de Santa Bàrbara, per establir un monestir de monjos seguidors de l'antiga observança. Aquest va ser fundat el abril de 1603 pel pare prior Miguel Alfonso de Carranza, segons les actes de el capítol provincial. Aquest monestir va formar el nucli a l'entorn del qual es va desenvolupar el poble de Benibarrell.
Després del període liberal, el 13 d'agost de 1835 va arribar l'ordre d'exclaustració. El darrer prior era Miguel López. El campanar que data de la darreria del segle xix compta amb tres campanes i una de menor de senyals. La campana més important del conjunt es la segona, del segle xviii, afortunadament soldada i restaurada, però formen un joc interessant i fàcil de tocar manualment.